# National Western Life insurance company
National Western Life Insurance Company corp. (NWL) (NWLI) — американская компания страхования жизни и аннуитетов. Штаб-квартира — в Остин (Техас) по адресу 850 Восточная Андерсон лайн 78752-1602. Аудитор KPMG.
Основана в 1956 году в Денвере в штате Колорадо (США). В дальнейшем операции компании распространились на весь мир. Компания стала публичной, её акции зарегистрированы и продаются системой автоматической котировки NASDAQ.
Руководители компании — председатель совета директоров и главный исполнительный директор Роберт Л. Муди (Mr. Robert L. Moody) и президент и главный операционный директор Росс Р. Муди.

## Деятельность
Компания ведет бизнес в 49 штатах, Округе Колумбия и четырёх территориях США. Компания имеет лицензию на деятельность в Гаити, а также принимает заявление на страхование и выписывает полисы для жителей различных стран мира. NWLI ведет операции в рамках сегментов рынка, организованных по типам страховых продуктов и географическим областям. Эти операционные сегменты включают страхование жизни в США,  а также международное страхование жизни и аннуитетов.
В компании работает 278 сотрудника в операционном офисе и сеть независимых консультантов / брокеров на рынке США 13200 человек и на международном рынке 3500 человек по состоянию на конец 2011 года. По состоянию на 31 декабря 2011 года признанные активы составили $9,728 млрд, рыночная капитализация — $467,678 млн, собственный капитал — $989 млн. Действующее страхование жизни более $20,9 млрд на конец 2011 года.

### Рейтинги National Western Life ins. co.
«A» (Strong — Сильный) от Standard & Poor's, который подтвержден 28 июля 2011 года.
Рейтинговое агентство A.M. Best Company 31 мая 2012 года выпустила новый пресс-релиз в котором подтвердила рейтинг финансовой устойчивости «A» (Excellent — отличный) и кредитный рейтинг «а» NWLI. Прогноз по обоим рейтингам стабильный.
Летом 2016 года  A.M. Best Company вновь присвоила NWL рейтинг «A» (Excellent — отличный).
"Подтверждение рейтинга является положительным результатом операционной деятельности компании NWLIC, которая поддержала рост условного капитала, консолидировала акционерный капитал владельцев акций и внесла поправки на риск в капитализацию", - указано в пресс-релизе от рейтинговой компании A.M.Best.

### Финансовый кризис 2008 года
По результатам работы в 2008 году рейтинговое агентство A.M. Best повысило рейтинг компании с «A-» до «A» (Отличный) и рейтинговый прогноз был определен как «Стабильный».

### Основные программы на международном рынке
- Global Plus — регулируемый план страхования жизни с гибкой формой премиальных платежей.
- Index Select — план страхования жизни с гибкой формой премий и опциями фондового индекса (страхование жизни с инвестиционной составляющей).

### Прием платежей с международного рынка
National Western Life insurance company принимает платежи по полисам (страховые взносы (премии)) через Moody National Bank, Галвестон (Техас) и другие банки, в том числе из стран бывшего СССР с 1 января 2006 года.

### Повышение максимального лимита
National Western Life insurance company 24 июня 2011 года выпустила бюллетень международного маркетинга AI-11-09r (AI-11-09e — англ.) в соответствии с которым увеличивается максимальный лимит страхования жизни до $2 млн. в России, Казахстане, Украине, Эстонии, Литве, Латвии и Молдавии. Данное решение компания приняла на основании положительных результатов деятельности на данном рынке в течение более чем 5 лет (с 2006 по 2010 год). При этом продажа полисов жизни на территории России, практикуемая представителями данной компанией (например - SI Save-Invest), является незаконной, поскольку компания не имеет лицензии на страхование в РФ.

### Открытие новых рынков обслуживания
National Western Life insurance company стала принимать заявления от клиентов из новых стран: с 1 января 2013 года из Кыргызстана и с 1 мая 2013 года из Белоруссии.